# Aeolothrips vehemens
Aeolothrips vehemens är en insektsart som beskrevs av Ian A. Hood 1927. Aeolothrips vehemens ingår i släktet Aeolothrips och familjen rovtripsar. Inga underarter finns listade i Catalogue of Life.